# Castigo cruel e incomum
Castigo cruel e incomum é uma frase em common law que descreve um castigo que é considerado inaceitável devido ao sofrimento, dor, ou humilhação que inflige na pessoa sujeita à sanção. A definição precisa varia de jurisdição, mas tipicamente inclui castigos que são arbitrários, desnecessários, ou demasiado severos comparado ao crime.

## História
As palavras "castigo cruel e incomum" foram usadas inicialmente na Declaração inglesa de Direitos de 1689. Mais tarde também foram adotadas nos Estados Unidos pela Oitava Emenda à Constituição dos Estados Unidos (ratificada em 1791) e nas Ilhas de Sotavento Britânicas (1798). Palavras parecidas, "Ninguém pode ser submetido a tortura, nem a tratos ou penas cruéis, degradantes ou desumanos", aparecem no Artigo 5 da Declaração Universal dos Direitos Humanos adotada pela Assembleia Geral das Nações Unidas a 10 de dezembro de 1948. O direito sob uma formulação diferente também se encontra no Artigo 3 da Convenção Europeia dos Direitos Humanos (1950) e no artigo 7 do Pacto Internacional dos Direitos Civis e Políticos (1966). A Carta Canadense dos Direitos e das Liberdades (1982) também contem este direito fundamental na secção 12 e é encontrado no Artigo 4 (citando a Convenção Europeia verbatim) da Carta dos Direitos Fundamentais da União Europeia (2000). Também se encontra no Artigo 16 da Convenção contra Tortura e outros Tratos ou Penas Cruéis, Desumanas ou Degradantes (1984), e no Artigo 40 da Constituição da Polônia (1997). A Constituição das Ilhas Marshall, na sexta secção da sua Declaração de Direitos (Artigo 2), proíbe "castigo cruel ou incomum", que define como: a pena de morte; tortura, "tratamento desumano e degradante"; e "multas excessivas ou deprivações".

### Estados Unidos
A Oitava Emenda à Constituição dos Estados Unidos afirma que "castigos cruéis ou incomuns [não devem ser] infligidos". Os princípios gerais que a Suprema Corte dos Estados Unidos contou com para decidir se um castigo particular era ou não cruel ou incomum eram determinados por William Brennan. Em Furman v. Georgia, o juiz Brennan concordando escreveu, "Existem, então, quatro princípios pelos quais nós podemos determinar se um castigo particular é 'cruel e incomum'."
- O "predicado essencial" é "que um castigo deva não pela sua severidade ser degradante para a dignidade humana", especialmente tortura.
- "Um castigo severo que é obviamente infligido de forma totalmente arbitrária." (Furman v. Georgia temporariamente suspendeu a pena de morte por esta razão.)
- "Um castigo severo que é claramente e totalmente rejeitado pela sociedade"
- "Um castigo severo que é claramente desnecessário".

E ele adicionou: "A função destes princípios, depois de tudo, é simplesmente fornecer [os] meios pelos quais um tribunal pode determinar se [o] castigo desafiado se comporta com dignidade humana. Eles estão, portanto, interligados, e, na maioria dos casos, vai ser a sua convergência que irá manifestar a conclusão que um castigo é 'cruel e incomum'. O teste, então, será ordinariamente cumulativo: se um castigo é incomummente severo, se existe uma forte possibilidade de que seja infligido arbitrariamente, se é substancialmente rejeitado pela sociedade contemporânea, e se não existe razão para acreditar que serve um propósito penal mais efetivamente que algum castigo menos severo, então a inflição desse castigo viola o comando da Clausula que o Estado não possa infligir castigos desumanos e incivilizados sobre aqueles que são condenados de crimes".
Continuando, ele escreveu que espera que nenhum estado fosse passar uma lei que obviamente viola qualquer destes princípios, então decisões jurídicas quanto à Oitava Emenda iriam envolver uma análise "cumulativa" da implicação de cada um dos quatro princípios. Desta maneira, a Suprema Corte dos Estados Unidos "estabelecem o padrão de que um castigo seria cruel e incomum [se] for demasiado severo para o crime, [se] for arbitrário, se ofender o senso de justiça da sociedade, ou se não for mais eficaz do que uma pena menos severa".

## Pena de morte
Existe bastante discussão sobre se a pena de morte é considerada cruel ou incomum. Argumentos comuns são de que a pena de morte é mais cara quando se considera recursos vs. vida na prisão, e que o governo tem estado errado antes em casos da pena de morte (assim, o governo pode estar de novo errado, e o governo não deve ter a autoridade de acabar uma vida). Estes dois argumentos só podem ou não qualificar sob os testes que o governo coloca, que também podem ser considerados arbitrários, especialmente se a sociedade não estiver informada o suficiente destes factos consideráveis. Para a maioria da história gravada, penas de morte são muitas vezes deliberadamente cruéis, dolorosas, e/ou degradantes. Vários métodos de execução históricos incluem roda, enforcado, arrastado e esquartejado, mazzatello, cozer até à morte, morte na fogueira, execução por afogamento, alimentar vivo aos animais predatórios, morte por inanição, imunização, esfolamento, esventramento, crucificação, empalamento, esmagamento, esmagamento por elefante, passagem pela quilha, apedrejamento, desmembramento, serração, morte por mil cortes, águia de sangue, tortura com bambu.
Em 2008, Michael Portillo no programa Horizon argumentou que para assegurar que uma execução não é de natureza cruel ou incomum, os seguintes critérios devem ser cumpridos:
- A morte deve ser rápida e indolor para prevenir sofrimento para a pessoa a ser executada;
- Educação médica deve ser fornecida ao carrasco para prevenir sofrimento causado por erro;
- A morte não deve ser sangrenta (para prevenir sofrimento para os que realizam a execução); e
- Nenhuma co-operação deveria ser requerida da pessoa a ser executada, para prevenir inação, angústia, e/ou sofrimento causado pelo prisioneiro ser requerido a participar na sua execução.

Foi descoberto que nenhum método poderia cumprir todos os critérios e a natureza antiética da pena de morte invalidam esses princípios,